# Metapenaeopsis manningi
Metapenaeopsis manningi är en kräftdjursart som beskrevs av Crosnier 1994. Metapenaeopsis manningi ingår i släktet Metapenaeopsis och familjen Penaeidae. Inga underarter finns listade i Catalogue of Life.